# Dendronephthya doederleini
Dendronephthya doederleini is een zachte koraalsoort uit de familie Nephtheidae. De koraalsoort komt uit het geslacht Dendronephthya. Dendronephthya doederleini werd in 1905 voor het eerst wetenschappelijk beschreven door Kükenthal. 